# نزف منقط
نزف منقط أو نزف أرقشي (بالإنجليزية: Punctate hemorrhage)‏ هوَ نزف شُعيري على الجلد يعمل على تشكيل الحبرات.